# فرانسیسکو پیزارو
فرانسیسکو پیزارو گنزالز(به اسپانیایی: Francisco Pizarro González)(زادهٔ پیرامون ۱۴۷۱/۱۴۷۶- مرگ ۲۶ ژوئن ۱۵۴۱) کشورگشای نامی دارای تابعیت پادشاهی کاستیل بود. وی گشایندهٔ امپراتوری اینکا و پایه‌گذار شهر لیما، پایتخت کنونی کشور پرو است.

## زندگی
او پسر نامشروع یک سرهنگ بود. او نخستین بار در ۱۵۰۲ به همراه ناوگانی بزرگ از کاستیل به هیسپانیولا گام نهاد. در ۱۵۱۳ همراه با گروهی دیگر به باریکه پاناما رفت و از نخستین اروپاییانی بود که کرانه‌های اقیانوس آرام را می‌دیدند. در آینده با موضع‌گیری‌های سیاسی‌اش توانست کلانتر شهر پاناما گردد.
از ۱۵۲۲ که لشکرکشی‌ها به آمریکای جنوبی آغازشد، نخستین بومیانی که با اروپاییان رودررو شدند به آنان داستان شهری دارا به نام پرو را گفتند. افسانهٔ ال دورادو از اینجا گسترش یافت. این داستان و به همراه آن گزارش‌های ارنان کورتس از مکزیک پیزارو را انگیزاند تا به آمریکای جنوبی راهی شود.
در ۱۵۲۴ پیزارو نخستین سفرش را آغاز نمود. در این نخستین سفر کامیابی چندانی به دست نیامد چه که گروه دچار کم‌خوراکی و بدی آب و هوا و جنگ با بومیان شدند و سرانجام بازگشتند.

دو سال پس از آن پیزارو توانست اجازهٔ سفر دومی را از فرماندار پاناما بگیرد و اینگونه با دو کشتی راهی جنوب شد تا به کرانه‌های باتلاقی کلمبیا رسید. آنها از خط استوا گذشتند. در ساحل به پارچه و زر و سیم و زمرد دست یافتند. این غنائم سبب پدیدآمدن چنددستگی میان گروه پیزارو گردید. همچنین گروه برای نخستین بار لاما را دیدند و آن را شتر کوچک خواندند.

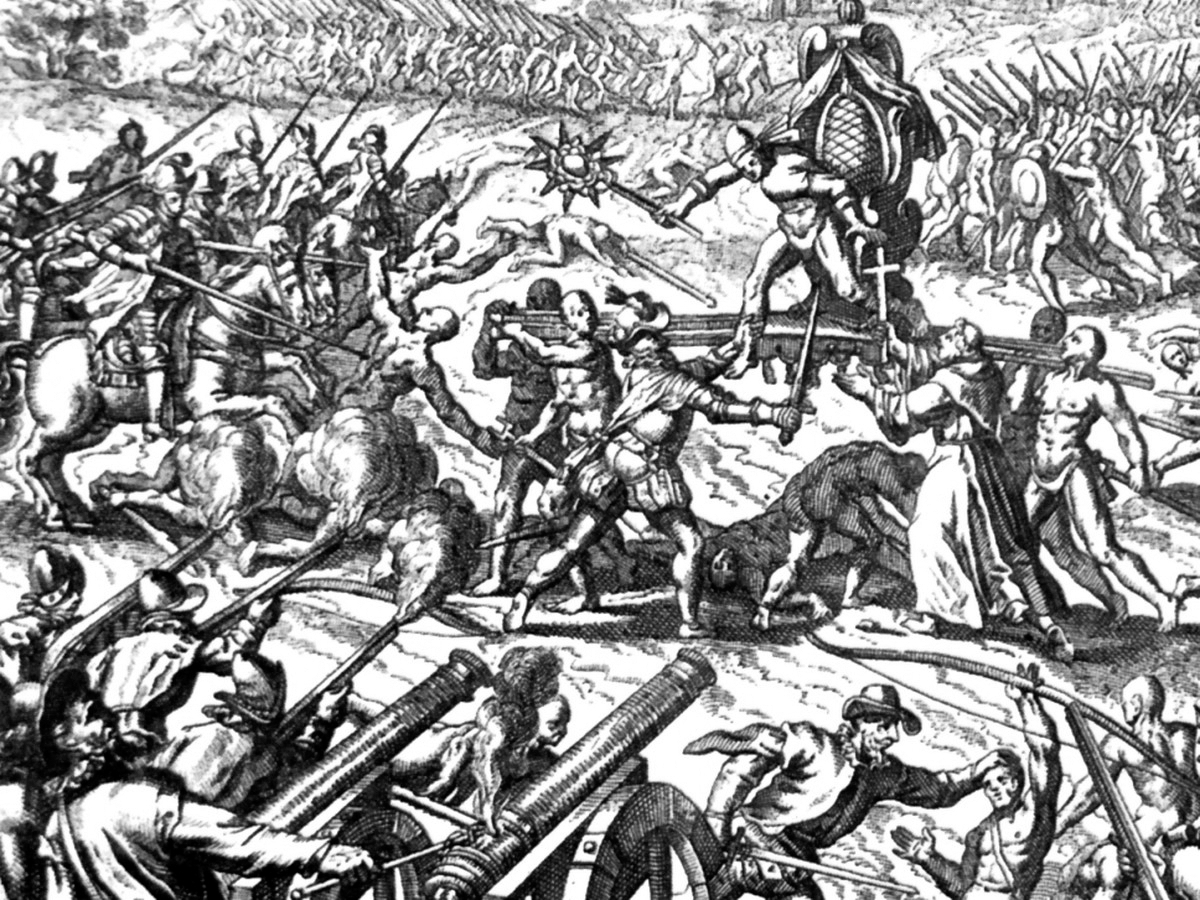
نبرد میان پیزارو و اینکاها در کامارخا، امپراتور آتاهوالپا در میانهٔ میدان دیده می‌شود.

هنگامی که برای سفر سوم دولت اسپانیا وی را یاری نکرد، پیزارو به اروپا بازگشت و دست به دامان شارل پنجم پادشاه امپراتوری مقدس روم و ایزابلا شهبانوی پرتغال گشت و آنان بدو وعدهٔ یاری برای گشودن پرو را دادند. سرانجام این سفر در ۱۵۳۰ از پاناما به سوی پرو انجام پذیرفت.
در ۱۵۳۲ پیزارو در نبرد کاخامارکا با نیرویی کمتر از دویست تن ارتش ۸۰ هزارنفره اینکا را شکست داد و آتاهوالپا امپراتور ایشان را به بند کشید. سرانجام او را به گناه کشتن برادرش و نیز کوشش بر ضد پیزارو در ۲۶ ژوئیه ۱۵۳۳ خفه‌کردند. یک سال پس از آن پیزارو به کوزکو تاخت تا اینچنین چیرگی بر پرو را تکمیل سازد. در این میان زیبایی کوزکو بر کشورگشا اثرگذار بوده‌است. پس از چیرگی بر پرو بود که پیزارو شهر لیما را در جایگاه پایتخت تازهٔ این سرزمین پایه‌ریخت.
سرانجام در ۱۵۴۱ گروهی از همراهان پیزارو – که با او به ستیز برخاسته بودند- به سرای او ریخته و وی را کشتند. کشندهٔ او دیگو آلمارگوی دوم بود که با کشتن پیزارو خود را فرماندار پرو خواند. ولی یک سال پس از آن خودش هم در جنگی با دیگر اسپانیایی‌ها کشته‌شد.